# Hungchaoïta
La hungchaoïta és un mineral de la classe dels borats.

## Característiques
La hungchaoïta és un borat de fórmula química Mg(H₂O)₅B₄O₅(OH)₄·2H₂O. Cristal·litza en el sistema triclínic. Es troba en forma de cristalls tabulars, de fins a 0,5 mil·límetres. La seva duresa a l'escala de Mohs és 2,5.
Segons la classificació de Nickel-Strunz, la hungchaoïta pertany a «06.DA: Nesotetraborats» juntament amb els següents minerals: bòrax, tincalconita, fedorovskita, roweïta, hidroclorborita, uralborita, borcarita, numanoïta i fontarnauïta.

## Formació i jaciments
Es troba en dipòsits lacustres borats salins, com és el cas de la localitat tipus, així com formant eflorescències en colemanita degradada i en filons de priceïta. Va ser descoberta l'any 1964 al llac de sal Da Qaidam, a la prefectura Autònoma d'Haixi (Qinghai, Xina). També ha estat descrita al dipòsit de bor d'Inder (Kazakhstan) i a diversos indrets de Califòrnia (Estats Units). Sol trobar-se associada a altres minerals com: ulexita, hidroboracita, szaibelyita, guix, ginorita, mcal·listerita, sborgita, sassolita, nobleïta, kurnakovita, inderita, montmoril·lonita o analcima.